# Protestas en Rusia de 2021
Las protestas en Rusia se iniciaron el 23 de enero de 2021 y fueron anunciadas por la Fundación Anticorrupción durante la publicación del documental de investigación “El palacio de Putin: historia del mayor soborno". Las protestas fueron motivadas por la detención y el arresto del político opositor Alekséi Navalni y sus declaraciones sobre la corrupción contra el actual presidente ruso Vladímir Putin, máximo dirigente ruso desde 1999.
Tras el envenenamiento de Alekséi Navalni en agosto de 2020, el político fue tratado en Berlín. El 14 de diciembre de 2020, fue publicada una investigación conjunta de The Insider, Bellingcat y CNN, demostrando que el intento de asesinato de Navalni fue llevado a cabo por un grupo de ocho agentes del FSB que operan bajo la cobertura del Instituto de Criminalística del FSB. Según el propio Alekséi Navalni, Putin ordenó este intento.
El 17 de enero de 2021, Alekséi Navalni regresó a Rusia junto a su esposa tras permanecer 5 meses en Alemania después de su envenenamiento. En el Aeropuerto Internacional de Moscú-Sheremétievo Navalni fue arrestado al cruzar el control de pasaportes, acusado de incumplir las condiciones de una condena previa por una presunta corrupción en el caso Yves Rocher, cuando las autoridades rusas sabían de sobra que dicha sentencia había sido recurrida y la demanda ganada por el opositor en el Tribunal Europeo de Derechos Humanos.
El 19 de enero de 2021, la Fundación Anticorrupción publicó un documental de investigación “El palacio de Putin: historia del mayor soborno" dedicado a la residencia en el cabo Idokopás, llamada en la película "El Palacio de Putin". Según los realizadores, la residencia se construyó desarrollando un complejo sistema de corrupción y, de hecho, está controlada por Vladímir Putin a través de poderes. Al inicio de la investigación, hay una convocatoria para el 23 de enero de 2021 a las 14:00 horas para ir a las "calles centrales de sus ciudades" con demandas por la liberación de Navalni.

## Antes de las protestas
El 21 de enero de 2021, las autoridades detuvieron a varios empleados del Fondo Anticorrupción, acudiendo la policía a los domicilios de otros colaboradores.
La Fiscalía General exigió que Roskomnadzor bloqueara los sitios web que pedían la participación en mítines el 23 de enero de 2021. Roskomnadzor dijo que se podrían imponer multas a las redes sociales por atraer a menores a los mítines.
La dirección de varias universidades rusas anunció que por participar en protestas no autorizadas, los estudiantes podrían ser expulsados o bien incluidos en la "lista negra de instituciones estatales".
El 22 de enero, la secretaria de prensa de Navalni, Kira Yármysh, un empleado del departamento de investigación de Fundación Anticorrupción (FBK), Georgui Albúrov, y el abogado de FBK, Vladlén Los, fueron arrestados. La abogada Liubov Sóbol fue multada con 250.000 rublos. Varias decenas de personas fueron detenidas y algunas de ellas fueron arrestadas en toda Rusia.
A pedido de la Fiscalía General, la red VKontakte ha bloqueado las páginas de las reuniones relacionadas con los mítines programados para el 23 de enero. Según Roskomnadzor, sobre la base de la solicitud de la Fiscalía General, TikTok, VKontakte, YouTube e Instagram han eliminado del 17% al 50% de "información que involucra a menores en acciones ilegales peligrosas para su vida y salud".
La Comisión de Instrucción de Rusia abrió una causa penal sobre la captación de menores para participar en acciones desautorizadas, explicando el peligro deliberado para sus vidas en caso de que un coronavirus acompañara estas acciones. El Ministerio de Educación instó a los padres a proteger a sus hijos de participar en las acciones del 23 de enero. Los estudiantes, padres de niños en edad escolar y preescolares recibieron correos masivos sobre las consecuencias de las manifestaciones en varias ciudades.
Dmitri Peskov, secretario de prensa del presidente Putin, dijo que el Kremlin considera inaceptable organizar tales eventos y "provocar que los jóvenes participen en estas acciones". El alcalde de Moscú, Serguéi Sobianin, instó a los moscovitas a no participar en la acción del 23 de enero debido a la propagación del coronavirus.
Amnistía Internacional envió un mensaje al ministro del Interior ruso, Vladímir Kolokóltsev, al jefe de la Administración General del ministerio del Interior para Moscú, Oleg Baránov, al jefe de Guardia Nacional de Rusia (Rosgvardia), Víktor Zólotov, y al jefe de la Dirección de la Guardia Nacional de Rusia en Moscú, Mijaíl Vorobiov, en el que instaba a no interferir en los pacíficos mítines el 23 de enero,  abandonar el uso injustificado de equipos especiales contra manifestantes y no interferir en la labor de los periodistas que cubrieran las manifestaciones.

## Desarrollo de las protestas

### Protestas por la liberación de Navalni el 23 de enero de 2021

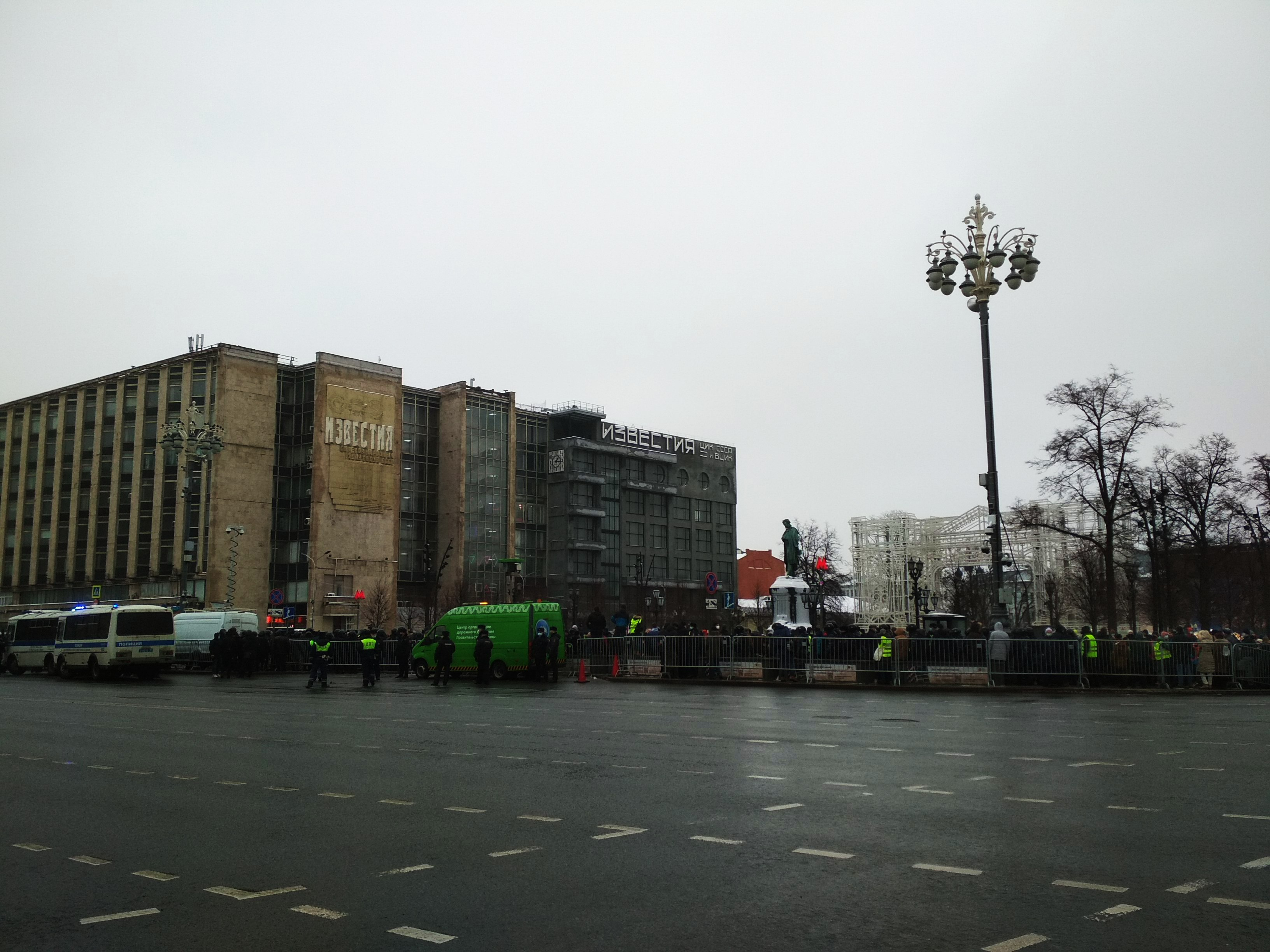
Plaza Púshkinskaya de Moscú a las 13:15

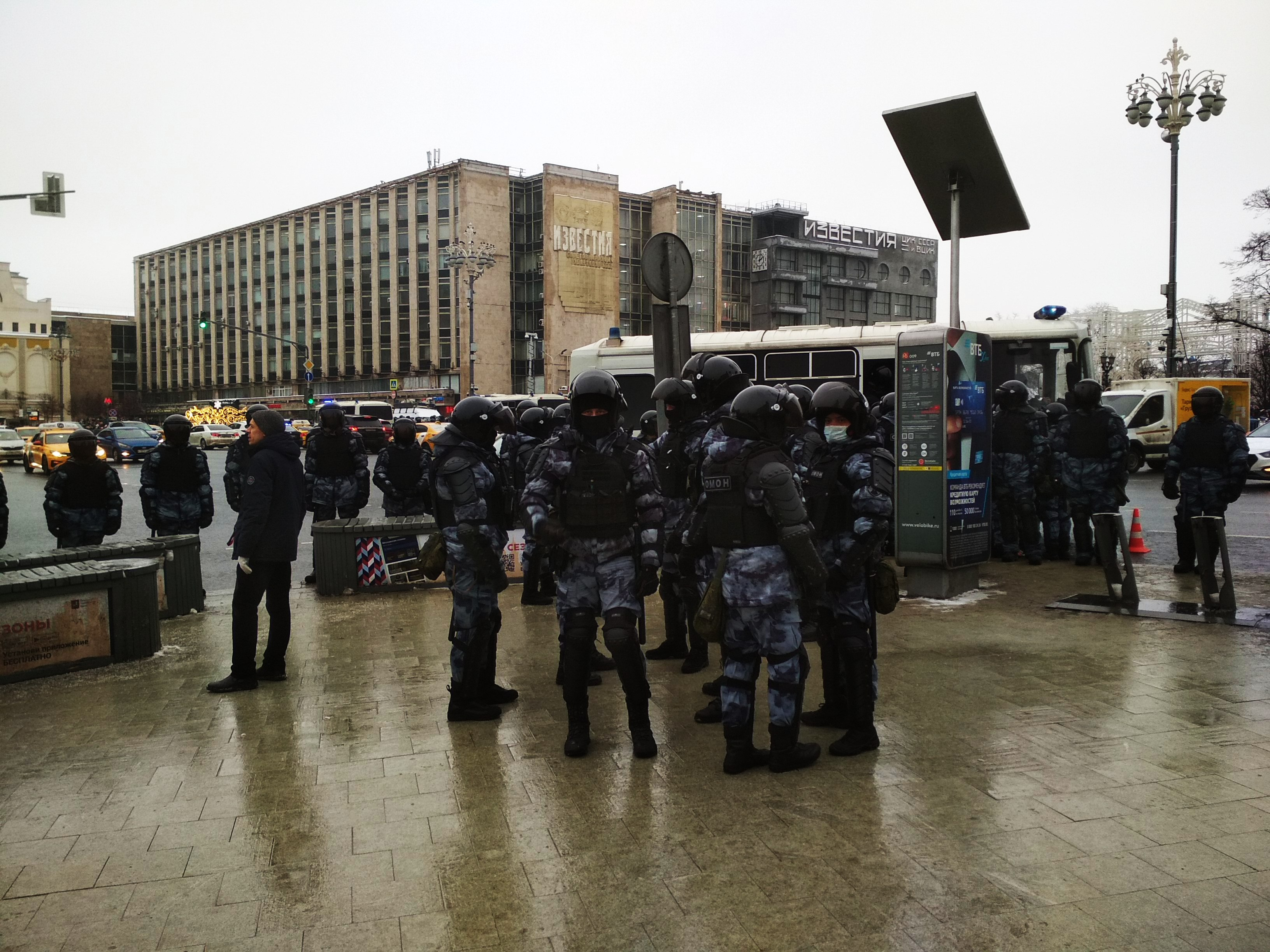
OMÓN en la Plaza Púshkinskaya de Moscú a las 14:03

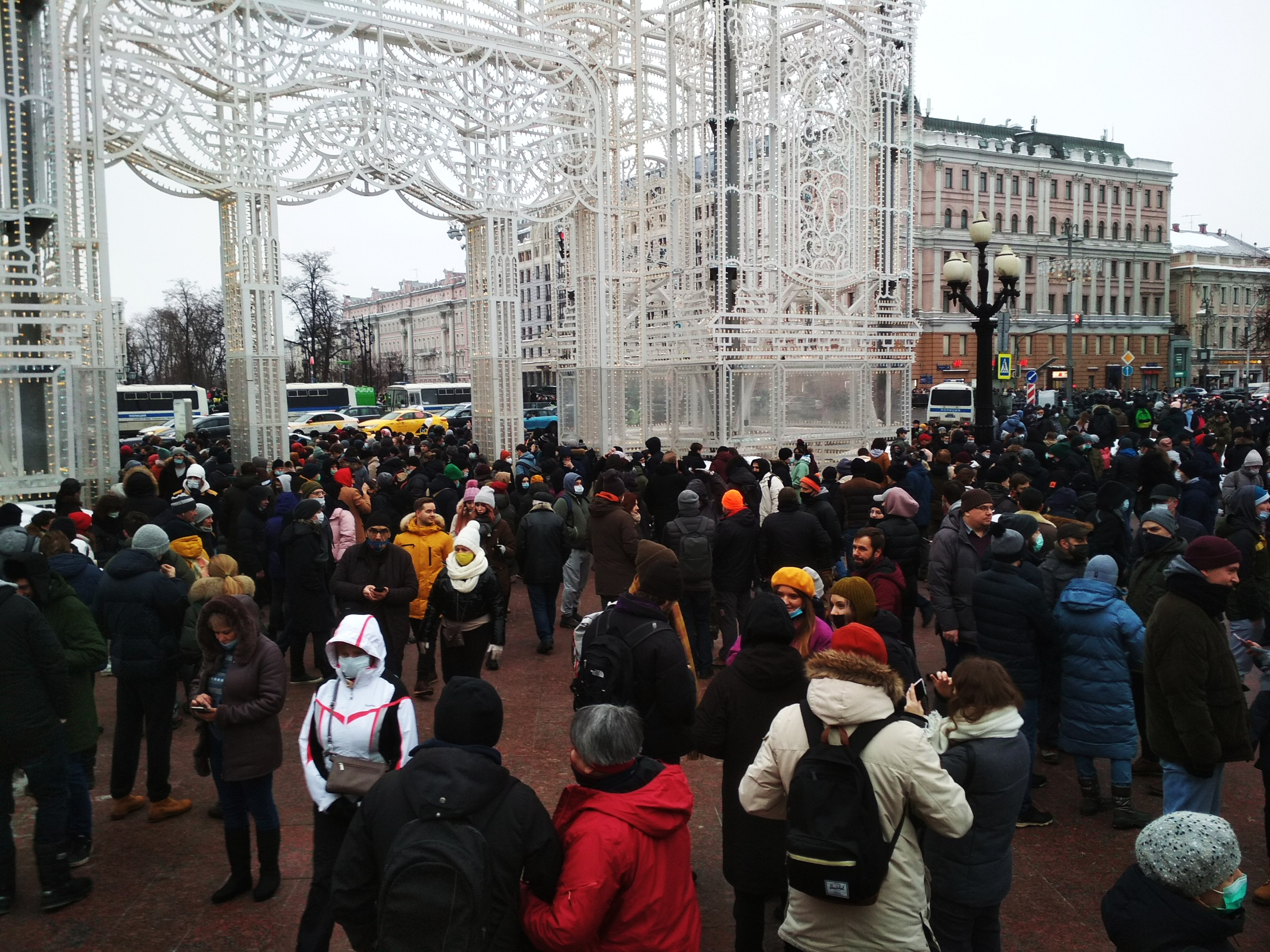
En la Plaza Púshkinskaya de Moscú a las 13:57

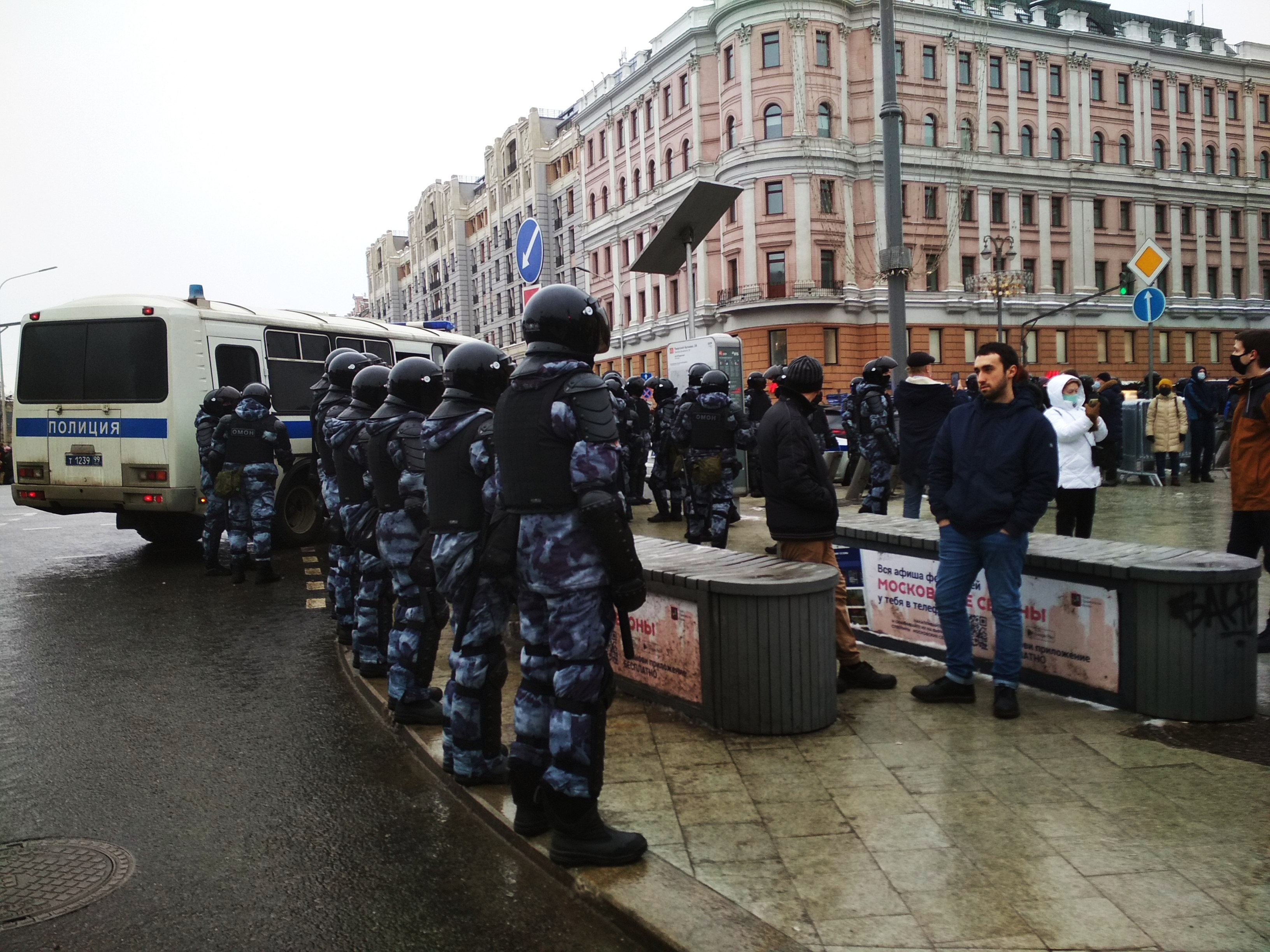
OMÓN en la Plaza Pushkin de Moscú a las 14:02

#### Participación y detenciones en Rusia
Las transmisiones en vivo de las acciones fueron realizadas por FBK (fue interrumpida), Radio Liberty, MBH Media y los canales de televisión Nastoyáschee Vremya y Dozhd.
Según estimaciones de MBH Media, el número total de manifestantes en Rusia osciló entre 110 y 160 mil personas.
Según OVD-Info, las autoridades rusas detuvieron durante las protestas en apoyo al líder opositor Alekséi Navalni un total de 3.296 personas en 122 ciudades de Rusia.
Los medios independientes calculaban que unas 110.000 personas han participado en las protestas no autorizadas en distintos puntos de Rusia y más de 3.000 detenidas. Son las primeras movilizaciones desde que se aprobó un nuevo paquete de leyes, en diciembre de 2020, que endurecen las multas por participar en un evento no autorizado y restringen aún más el derecho de manifestación en un país en el que ya estaba muy limitado.
| Ciudad              | Número de participantes | Número de detenidos | Observaciones                                                                     |
| ------------------- | ----------------------- | ------------------- | --------------------------------------------------------------------------------- |
| Abakán              | -                       | 2                   |                                                                                   |
| Alapáyevsk          | -                       | 3                   |                                                                                   |
| Barnaúl             | -                       | 19                  |                                                                                   |
| Bélgorod            | -                       | 2                   |                                                                                   |
| Bisk                | -                       | 9                   |                                                                                   |
| Blagovéshchensk     | -                       | 13                  |                                                                                   |
| Bor (ru)            | -                       | 1                   |                                                                                   |
| Bratsk              | -                       | 1                   |                                                                                   |
| Vladivostok         | -                       | 35                  |                                                                                   |
| Vladímir            | -                       | 1                   |                                                                                   |
| Vorónezh            | -                       | 2                   |                                                                                   |
| Ekaterimburgo       | 3000—10 000             | 7—14                |                                                                                   |
| Irkutsk             | -                       | 3                   |                                                                                   |
| Kazán               | -                       |                     | Улица Баумана, Чёрное озеро (парк)                                                |
| Kémerovo            | -                       | 4                   |                                                                                   |
| Klin                | -                       | 1                   |                                                                                   |
| Komsomolsk del Amur | -                       | 23                  |                                                                                   |
| Krasnoyarsk         | -                       | 46                  |                                                                                   |
| Kurgán              | -                       | 15                  |                                                                                   |
| Lípetsk             | 1000                    | 0                   |                                                                                   |
| Magnitogorsk        | -                       | 0                   |                                                                                   |
| Majachkalá          | -                       | 13                  |                                                                                   |
| Moscú               | 4000 — 40 000           | 465                 | Plaza Trúbnaya, Strastnóy bulevar, Plaza Pushkin, Calle Tverskaya, Calle Petrovka |
| Náberezhnye Chelný  | 500 — 600               | 37                  |                                                                                   |
| Nizhni Nóvgorod     | -                       | 21                  |                                                                                   |
| Nízhniaya Turá      | -                       | 1                   |                                                                                   |
| Novosibirsk         | -                       | 90                  |                                                                                   |
| Omsk                | -                       | 12                  |                                                                                   |
| Oremburgo           | -                       | 14                  |                                                                                   |
| Penza               | -                       | 7                   |                                                                                   |
| Petrozavodsk        | -                       | 1                   |                                                                                   |
| Pskov               | -                       | 7                   |                                                                                   |
| Riazán              | -                       | 3                   |                                                                                   |
| San Petersburgo     | -                       | 200                 | Avenida Nevski                                                                    |
| Samara              | -                       | 45                  |                                                                                   |
| Sarátov             | 1000—1500               | 0                   | Проспект Кирова, Театральная площадь                                              |
| Sebastopol          | 200                     |                     |                                                                                   |
| Syktyvkar           | 1000 — 1200             |                     |                                                                                   |
| Tver                | -                       | 3                   |                                                                                   |
| Tobolsk             | -                       | 3                   |                                                                                   |
| Toliatti            | -                       | 2                   |                                                                                   |
| Tomsk               | -                       | 4                   |                                                                                   |
| Tiumén              | -                       | 4                   |                                                                                   |
| Ulán-Udé            | -                       | 4                   |                                                                                   |
| Uliánovsk           | -                       | 3                   |                                                                                   |
| Ust-Ilimsk          | -                       | 4                   |                                                                                   |
| Ufá                 | -                       | 12                  |                                                                                   |
| Uyar (ru)           | -                       | 1                   |                                                                                   |
| Jabárovsk           | -                       | 28                  |                                                                                   |
| Jolmsk (ru)         | -                       | 0                   |                                                                                   |
| Chitá               | -                       | 2                   |                                                                                   |
| Yuzhno-Sajalinsk    | -                       | 14                  |                                                                                   |
| Yakutsk             | -                       | 30                  |                                                                                   |

Según el periódico Nóvaya Gazeta, hasta 3.000 manifestantes se reunieron en Vladivostok, unos 1.000 en Jabárovsk y unos 10.000 manifestantes marcharon a lo largo de la calle principal de Nizhni Nóvgorod.
Según Reuters, al menos 40.000 manifestantes se reunieron en varios lugares de Moscú, mientras que el Ministerio del Interior indicó que el número rondaba los 4.000. La policía antidisturbios en Moscú comenzó a dispersar las protestas y a detener a los participantes antes de que se programara el inicio de la acción. La esposa de Alekséi Navalni, Yulia Naválnaya, y la abogada de FBK Liubov Sóbol fueron detenidas en Moscú después de participar en las manifestaciones. Unas horas más tarde, MBH Media informó que Yulia Naválnaya había sido liberada.
Se estima que el número de manifestantes en Ekaterimburgo fue de 3.000, de los cuales 14 fueron detenidos. Al mismo tiempo, el cuartel general de Navalni indicó un número de manifestantes igual a al menos 10.000. Estallaron enfrentamientos entre la policía y los manifestantes, mientras que, como se informó, algunos manifestantes comenzaron a arrojar bolas de nieve a los policías, quienes, a su vez, utilizaron porras contra los manifestantes.
En algunas ciudades de Rusia, se desconectó Internet y se interrumpieron las comunicaciones móviles. Se informó de problemas de comunicación en ciudades como Moscú, San Petersburgo, Krasnodar, Tiumén, Chelyábinsk, Ekaterimburgo, Vorónezh, Rostov del Don, Kazán y Sarátov. Los usuarios de Twitter en Rusia también informaron de problemas con el acceso a la red.[ fuente? ]
En la ciudad de Kazán, el 23 de enero, las estaciones de metro "Kremlin" y "Plóschad Tukaya" fueron cerradas debido a una protesta.
Según OVD-Info, a las 16:49 hora de Moscú, 1.338 personas estaban detenidas en todo el país.
Según OVD-Info, a las 19:15 hora de Moscú, 1955 personas estaban detenidas en todo el país.

#### Manifestaciones en el extranjero
En Helsinki, debido a las restricciones relacionadas con la pandemia de coronavirus, se realizan mítines en apoyo a Navalni en pequeños grupos de hasta 10 personas respetando la distancia social (16 mítines en total). Este procedimiento fue acordado con la policía. Las acciones tuvieron lugar cerca de la Embajada de Rusia y en la Plaza del Senado en el centro de la capital.
En La Haya, Londres y Madrid y otras ciudades, también se llevaron a cabo manifestaciones cerca de las embajadas rusas en solidaridad con las protestas en Rusia. En Tel Aviv, según uno de los testigos presenciales, alrededor de 1.000 personas asistieron al mitin.

#### Condena de la violencia policial
Los ministros de Exterior de la Unión Europea han reiterado la condena a las detenciones y la brutalidad policial durante las protestas, que han tachado de “inaceptables”. Asimismo, han advertido de que los Veintisiete están “listos para reaccionar” y “adoptar las acciones apropiadas” si el Kremlin mantiene la represión a la oposición y la sociedad civil.
Los medios rusos destacan especialmente la crueldad de la policía de San Petersburgo donde un agente antidisturbios pateó a una mujer en el estómago, que se cayó al asfalto y se golpeó la cabeza. Margarita Yúdina fue hospitalizada, los médicos le diagnosticaron una conmoción cerebral, una herida cerrada en la cabeza y un hematoma en el occipucio. La víctima, que desconoce el nombre del atacante y que fue persuadida de perdonarlo, va denunciar el ataque al Comité de Instrucción de la Federación de Rusia.

### Protestas por la liberación de Navalni el 31 de enero de 2021
El 25 de enero de 2021, Leonid Vólkov, gerente de proyectos de la Fundación Anticorrupción, hizo pública la convocatoria de nuevas protestas en todo el país para el 31 de enero a las 12 horas con las consignas ¡Por la libertad de Navalni!, ¡Por la libertad de todos los detenidos!, ¡Por la justicia!. El 28 de enero, el Comité de Instrucción de Rusia abrió una causa penal contra Vólkov acusado de un presunto llamamiento a los menores para participar en las protestas del 23 de enero. El 29 de enero, el ministerio del Interior anunció que el 31 de enero en Moscú será limitado el acceso peatonal a varias calles del centro de la ciudad, así como permanecerán cerradas siete estaciones del metropolitano. Así mismo el Ayuntamiento de Moscú ha declarado el cierre de tiendas, restaurantes, cafeterías y bares en el centro de la ciudad el mismo día. El caso Navalni cataliza la oposición en Rusia, según varios analistas.
Según declaraba OVD-Info, la ONG dedicada al seguimiento de detenciones durante protestas, a las 14 horas (hora de Moscú) del 31 de enero, se habían producido más de 1.000 detenciones de manifestantes en todo el país. Para las 23:30 horas, el número de detenidos se había elevado hasta 5.083 en todo el país. Los policías de Moscú atacaron violentamente a manifestantes pacíficos, incluso a los caídos al suelo, con armas de electrochoque. En las cercanías de la prisión Matrósskaya tishiná, donde se encuentra preso Alekséi Navalni, sus partidarios reunidos allí pacíficamente fueron brutalmente agredidos y arrestados por la policía y las fuerzas antidisturbios OMÓN. La misma suerte corrieron los pacíficos manifestantes reunidos en la Plaza de las Tres estaciones de Moscú que estuvieron coreando la consigna "¡Aguadiscoteca!" en referencia a la investigación de la Fundación Anticorrupción titulada El palacio de Putin: historia del mayor soborno que descubrió dicha imponente hazaña recreativa acuática del Palacio de Putin.
Entre los detenidos se encontraba la esposa de Navalni, Yulia Naválnaya, de acuerdo con el canal de televisión independiente Dozhd y la agencia estatal TASS, que indicaban, citando a su abogada, que fue arrestada cuando marchaba junto a otros manifestantes hacia la prisión de Matrósskaya tishiná, donde está encarcelado su marido. Naválnaya ya fue detenida en las protestas del pasado día 23, en las que fueron arrestadas más de 4.000 personas. Tras tres horas retenida en una comisaría de policía, Yulia Naválnaya pudo abandonarla, debiendo presentarse al día siguiente a un juicio por "infringir las reglas de desarrollo de mítines". El 1 de febrero, el juzgado del distrito Scherbinski de Moscú condenó a Yulia Naválnaya a pagar una multa de 20.000 rublos.

#### Condena de la violencia policial
La policía y los antidisturbios emplearon una inusitada e injustificada violencia de estado contra los ciudadanos de Moscú, San Petersburgo, Arjánguelsk, Kazán, Krasnodar, Omsk, Rostov del Don, Uliánovsk, Cheliábinsk y otras ciudades que ejercían pacíficamente uno de los derechos fundamentales, el derecho de reunión, contemplado en el artículo 20 de la Declaración Universal de los Derechos Humanos.
La Unión Europea, Estados Unidos y Amnistía Internacional protestaron por la represión ejercida por el estado ruso contra los manifestantes que pedían la liberación de Navalni. El Alto representante para Asuntos Exteriores de la Unión Europea Josep Borrell deploró el nivel de violencia masiva y desproporcionada ejercida contra los manifestantes y periodistas por la policía.
La brutal represión de las pacíficas manifestaciones por la policía y las fuerzas antidisturbios del OMÓN, que además de porras utilizaron armas de electrochoque, merecieron la condena del Defensor del Pueblo de San Petersburgo, Aleksandr Shishlov. "Ni las porras, ni los electrochoques resolverán los problemas existentes. La violencia únicamente sirve para incrementar la intransigencia y el exacerbamiento", afirmó el mandatario.